# Знак за ранения и контузии

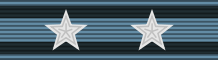
Знак за 2 ранения (или контузии)

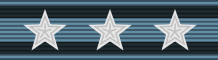
Знак за 3 ранения

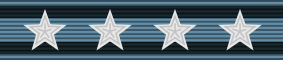
Знак за 4 ранения

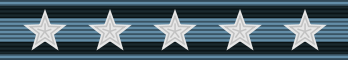
Знак за 5 ранений

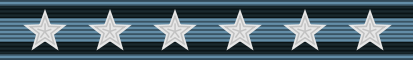
Знак за 6 ранений

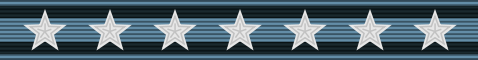
Знак за 7 ранений

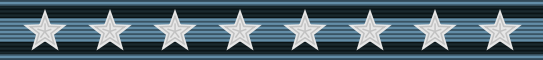
Знак за 8 ранений

Польский Почётный знак для офицеров и солдат за ранения и контузии (пол. Odznaka honorowa dla Oficerów i Szeregowych za Rany i Kontuzje) — польский знак отличия, учреждённый 14 июля 1920 года Советом национальной обороны во время советско-польской войны и присуждавшийся военнослужащим любого чина и рода войск за ранения или контузии, полученные в результате военных действий.
Одновременно с ним был учреждён Знак за время пребывания на фронте; таким образом два этих отличия стали вторыми (после ордена Виртути Милитари), появившимися в возрождённой Польше, и первыми, не имевшими аналогов в предыдущей наградной системе. Месяцем позже за ними последовала третья награда, Крест Храбрых.

## Критерии награждения
Награждению знаком подлежали все польские военнослужащие, получившие ранения или контузии после 1 ноября 1918 года, или до этой даты — при условии, что ранение или контузия имели место во время службы в:
- польских легионах,
- 1-м, 2-м или 3-м польском корпусе в России,
- польской армии во Франции
- в иных польских военных формированиях, признанных Республикой.[1].

Несмотря на неброскую форму и тот факт, что знак не был включен в систему государственных наград, он пользовался большим уважением в армии и обществе. Его не могли лишить даже в случае утраты гражданских прав или воинского звания.
Знак с тремя звёздами давал право на разовое внеочередное продвижение по службе.

## Описание знака
Отличие представляло орденскую планку из синей ленты с двумя узкими горизонтальными чёрными полосами (цвета ордена Virtuti Militari), крепившуюся на 1 см выше левого нагрудного кармана мундира, или на том же расстоянии от первого ряда орденов и медалей (при их наличии), или их планок. Каждое ранение или контузия обозначались размещаемой на ленте пятиконечной серебряной звездой. До трёх звёзд носили на одной ленте; если их было больше трёх, остальные звезды размещались на второй ленте, крепившейся на 1 см выше первой (на практике, чаще случалось наоборот). Размеры ленты составляли 1,5—1,8 см в высоту и 4—7 см в ширину, в зависимости от количества звёзд. При этом все раны или контузии, полученные в результате одного и того же случая, считались за одну.

## Вторая мировая война
Награждение и ношение знака продолжалось в польских Вооруженных силах на Западе. Несколько изменился способ ношения: если у награждённого было более трёх звёзд, все они размещались на одной удлинённой планке.
Высота лент была уменьшена примерно до 1—1,2 см (в отдельных случаях размер знаков мог значительно отличаться от предписанного), отступать 1 см от других наград более не требовалось. Звезды чаще всего изготавливались из оксидированного белого металла. Из-за трудностей со снабжением, при отсутствии оригинальной ленты, знак порой мог носиться на ленте ордена Virtuti Militari. После Второй мировой войны появились эмалевые миниатюры знака, предназначенные для ношения на гражданской одежде.
Известны знаки с шестью (генерал Зигмунт Богуш-Шишко) и восемью (генерал Владислав Андерс) звёздами.
Знак также носили в 1-й пехотной дивизии Тадеуша Костюшко, и других соединениях, входивших в Народное войско польское. Награда была официально восстановлена приказом командующего 1-м корпусом Польских Вооруженных Сил в СССР с конца 1943 года. Солдаты, перешедшие в польскую армию из Красной армии часто носили её и как знак ранений, полученных до перехода. Знак носился и после окончания войны: в частности бывшими участниками гражданской войны в Испании и солдатами KBW, сражавшимися с независимым подпольем и частями УПА. Форма знака не отличалась от довоенного, он всё также имел форму нашивки цветов креста Virtuti Militari высотой 1,5 см и шириной 4,7 см с пятиконечными серебряными звездами, указывающими количество ранений. Звезды чаще всего вышивали серебряной канительной нитью. Позже обычай ношения этого знака постепенно начал исчезать, хотя его использование никогда официально не было запрещено.

## После Второй мировой войны

«Знак за ранения и контузии» образца 2012 года (1 ранение).

В 2007 году в польском Сейме было выдвинуто предложение расширить количество награждённых за счёт польских военнослужащих (а также женщин), получивших ранения или контузии во время миротворческих миссий (особенно в Афганистане и Ираке), но она не получила одобрения.
В конечном итоге, пятью годами позже был учреждено новое аналогичное отличие, официально названное Военный знак за ранения и контузии (Wojskowa odznaka Za Rany i Kontuzje), которое было создано в рамках Закона о военных ветеранах от 19 августа 2011 года и Постановлением правительства от 15 марта. 2012.. Визуально оно схож с предыдущим, но лента стала тёмно-синей с двумя горизонтальными малиновыми полосами (цвета Ордена Военного Креста).